# Милош Алигрудић
Милош Алигрудић (Београд, 6. децембар 1964) адвокат и бивши шеф посланичке групе Демократске странке Србије у Скупштини Србије. Он је 21. јануара 2008. године изабран за потпредседника Парламентарне скупштине Савета Европе где је био шеф српске делегације. До 2014. године био је председник Одбора за иностране послове Народне скупштине. Исте године напушта Демократску странку Србије. Од 2014. године није члан ни једне политичке странке. Син је познатог српског глумца Слободана Алигрудића.
Био је колумниста у дневном листу Курир. Колумна му носи назив Говорница.
Појављује се у краткој некредитованој епизоди "форензичар" у филму Милош Бранковић редитеља Небојше Радосављевића из 2008. године, као и у епизоди "учитељ" у филму Ненада Павловића Излет по сценарију Јована Поповића из 2024. године. Поред тога, појављује се у пар кадрова у филму Револт редитеља Александра Рајковића који је завршен 2019. године.  